# فرودگاه هلیکوپتر بیمارستان پایونییر ممورئال
 فرودگاه هلیکوپتر بیمارستان پایونییر ممورئال (به انگلیسی: Pioneer Memorial Hospital Heliport) یک فرودگاه خصوصی است . این فرودگاه در کشور ایالات متحده آمریکا قرار دارد و در ارتفاع ۸۹۶ متری از سطح دریا واقع شده است.